# Сахиров, Фёдор Семёнович
Фёдор Семёнович Сахиров (12 декабря 1928 — 16 мая 2015, Улан-Удэ) — советский и российский театральный актёр, режиссёр и педагог, профессор, народный артист РСФСР.

## Биография
В годы войны работал электромонтёром заводского оборудования на Локомотивовагоноремонтном заводе в Улан-Удэ.
С осени 1944 года был актёром драматического театра в посёлке Агинское Читинской области (с 2008 года Забайкальский край). В 1945 году поступил сразу на 2-й курс актёрского отделения Улан-Удэнского театрально-музыкального училища, которое окончил в 1949 году.
В 1949—1955 годах учился в ГИТИСе им. А. Н. Луначарского на режиссёрском факультете (педагоги — Алексей Попов, Мария Кнебель, А. З. Окунчиков), где получил именную стипендию В. И. Качалова. В 1953 году на практике в театре имени Маяковского познакомился со Львом Свердлиным, который рекомендовал его на роль проводника в фильме «Опасные тропы». Снимался в фильме Ярополка Лапшина «Пора таёжного подснежника». Работал театральным режиссёром в Орджоникидзе (ныне Владикавказ).
После окончания ГИТИСа с 1955 года — в Бурятском театре драмы, где проработал 34 года. В 1965—1983 годах главный режиссёр. За время работы в театре поставил 70 спектаклей русской, зарубежной классики и современной драматургии. В 1982 году газетой «Советская культура» был включён в первую десятку ведущих режиссёров СССР.
В 1994—2000 годах преподавал курс мастерства актёра на кафедре театрального искусства Восточно-Сибирской государственной академии культуры и искусства, профессор. Работал на телевидении.
Умер 16 мая 2015 года на 87-м году жизни.

## Награды и премии
- Медаль «За доблестный труд в Великой Отечественной войне 1941—1945 гг.»
- Заслуженный деятель искусств Бурятской АССР.
- Заслуженный деятель искусств РСФСР (7.04.1976).
- Народный артист РСФСР (6.01.1983).
- Серебряная медаль им. А. Д. Попова (1973).
- Почётная грамота Президиума Верховного Совета Бурятской АССР.
- Премия Президента Республики Бурятия «За честь и достоинство» (2004).

## Работы в театре

### Актёр
- «Спутники» В. Ф. Пановой — Данилов
- «Король Лир» Шекспира — Герцог Корнуэльский
- «Горе от ума» А. Грибоедова — Чацкий
- «Любовь Яровая» В. Энке (по К. Треневу) — Яровой

### Режиссёр
- «Король Лир» Шекспира
- «Оптимистическая трагедия» В. Вишневского
- «Любовь Яровая» К. Тренева
- «Катастрофа» Д-Р. Батожабая
- «Не бросай огонь, Прометей» М. Карима
- «Русский лес» Л. Леонова
- «Ленушка» Л. Леонова
- «Барабанщица» А. Салынского
- «Козы-Корпеш и Баян-Слу» Г. Мусрепова
- «Кнут тайши» Х. Намсараева
- «Власть» А. Софронова
- «Враги» Горького
- «Ясное небо» Цао Юя
- «Украденное счастье» И. Франко
- «Горе от ума» А. С. Грибоедова
- «Легенда о любви» Назыма Хикмета

## Фильмография
- 1954 — Опасные тропы — проводник Миону
- 1958 — Пора таёжного подснежника — красноармеец Баир